# Даниела Везиева
Даниела Везиева е българска икономистка, министър на икономиката във второто служебно правителство на Стефан Янев от 16 септември 2021 до 13 декември 2021 г.
Била е заместник-министър при второто правителство на Бойко Борисов от ноември 2014 до февруари 2017 и съветник в КФН при третото правителство на Бойко Борисов от май 2018 г. до март 2019 г.

## Биография
Родена е в Русе на 16 октомври 1967 г. Завършва специалност „Финанси и кредит“ в Стопанската академия „Димитър Ценов“ в Свищов, с допълнителна квалификация „Контрол в публичния сектор“.
От 2007 г. до 2014 г. представлява България в Бюджетния комитет на европейските училища. Работила е като началник-отдел „Административно, правно, финансово, стопанско и информационно обслужване“ в Регионалния инспекторат по образованието в Русе. Владее руски и английски език от Стопанска академия „Димитър Ценов“.
От май 2018 г. до март 2019 г. е съветник в кабинета на председателя на Комисията за финансов надзор след назначаването на Карина Караиванова по време на третото правителство на Бойко Борисов.
След избирането на Карина Караиванова от Министерския съвет при третото правителство на Бойко Борисов за член на Съвета на директорите на Европейската банка за възстановяване и развитие тя напуска съветническия пост.
Заместник-министър е на икономиката във второто правителство на Бойко Борисов като представител на Реформаторския блок.
Уличена е в плагиатство „в големи размери“ в дисертационния ѝ труд за придобиване на научна степен „доктор“ по направление „Национална сигурност“ в Националния военен университет. Това става ясно от доклад на Комисията по академична етика до министъра на образованието и науката акад. Николай Денков. Везиева в становището си не коментира по същество изложените от четиримата арбитри факти и изводи, касаещи плагиатството. Преди това научният ѝ ръководител проф. Венелин Терзиев е уличен в плагиатство в дисертациите си за две титли.